# Oncidium macropetalum
Oncidium macropetalum é uma espécie epífita que vegeta sempre nas margens de rios, em regiões muito quentes. Planta com pseudobulbos largos, ovóides e lateralmente compridos e angulosos de 3 centímetros de altura e cor verde amarelado brilhante. Folhas de 12 centímetros de comprimento de cor verde, oblongo-coriáceas. Inflorescências de 50 centímetros de comprimento, flexíveis e densamente ramificadas. São graciosamente pendentes e portam até quarenta flores.Flor de 3 centímetros de diâmetro, com pétalas e sépalas de cor amarela. Labelo bilobado e reniforme da mesma cor. As pétalas são grandes, do tamanho do labelo, dando a impressão de ter três labelos. Floresce na primavera.